# 香港地產建設商會

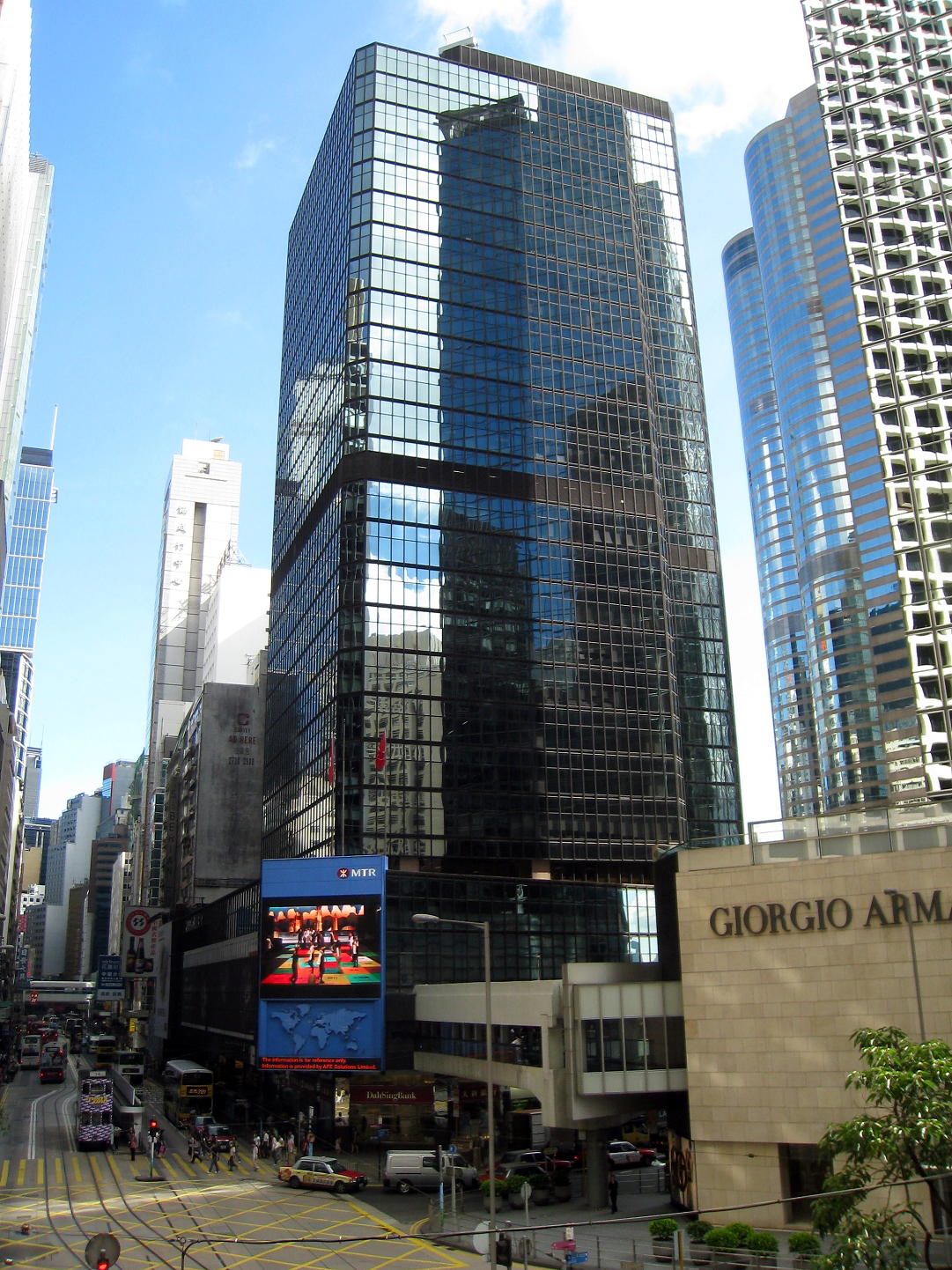
香港地產建設商會會址位於中環環球大廈

香港地產建設商會（英文：The Real Estate Developers Association of Hong Kong），簡稱地產商會，於1965年成立，是香港商會組織，主要代表地產發展商的利益。商會成員有800多人，還有250個商號成員。地產建設商會會員可於地產及建造界功能界別投票。
現時的香港地產建設商會的成員包括信和置業的黃志祥、新鴻基地產的郭基輝、新世界發展的鄭志剛、恒基兆業的李家傑、華懋置業的蔡宏興、會德豐董事會副主席梁志堅等。現任會長為前太古集團主席簡基富（Keith Kerr）。
香港地產建設商會的會址位於香港中環德輔道中19號環球大廈1403室。

## 銷售指引
自2000年代起，面對各地產商在銷售手法上受公眾所抨擊，如樓盤開售前一兩小時才公佈價目表、售樓宣傳廣告與現實不符、示範單位與交付時不符等，地產建設商會與香港政府達成多項沒有法律效力的協議，以打擊不良銷售手法的問題。但亦有評論認為政府沒有制訂相關法例，只針對不良經營手法，地產商並沒有法律責任，亦不需要嚴守這些守則，故此這些協議只是「做做樣子」，一切只靠商會約束地產商自律。
而時任公共專業聯盟副主席梁繼昌在2010年11月於《信報》發文批評商會只維護業界利益，並非獨立的法定組織，所謂「自律規管」難以使人信服。
到2014年11月，消委會發表報告，批評規管一手樓條例實施已經一年半，仍然不能杜絕不良銷售手法。地產建設商會執委會主席梁志堅指發展商一直根據法例推盤，批評消委會的報告是「閉門造車」。總幹事黃鳳嫺回應指並非首次就「擠牙膏」式賣樓提出不同意見，又稱報告沒有點名批評發展商，是因為受調查的公司並非違法，只是走灰色地帶。

## 社團資料成謎
自成立以來，地產建設商會的組成、架構及運作等一直成謎。外界對該會所知一向不多。由於該會根據《社團條例》註冊，而任何人士皆可透過《公開資料守則》，向社團事務主任（即時任警務處處長）取得註冊社團有關註冊資料。（非常指的懷疑，該商會的運作模式係為了保護小部分群體利益）2010年5月，香港有線電視報導，稱根據《公開資料守則》，曾在2010年4月就香港地產建設商會成立宗旨及幹事資料等基本資料向警察牌照課索取資料。警方即日回覆指涉及私隱，要知道索取理由及得到商會同意而拒絕提供。記者繼而指出法例賦與市民無需告知原因查閱的權利，警方才回覆說需時處理。其後再追問，警方回應「這並非有市民查詢就一定要提供的。既然並非必定要提供，那即是我們有事情需要考慮。（要考慮甚麼呢？）那就是要考慮究竟有甚麼需要考慮。」堅拒公開其他資料。21天後，有線終於收到回覆但只披露了商會的宗旨。而其幹事的資料則以《私隠條例》為由，指涉及個人資料 ，故未能提供。結果記者向警察牌照課取得商會的註冊資料亦失敗告終。

## 外部連結
- 香港地產建設商會 （页面存档备份，存于）
- 香港政府新聞稿: 加強私人住宅市場的透明度及消費者的權益 （页面存档备份，存于）
- 《牌照課拒公開地設商會資料[]》 (香港有線電視新聞，2010年5月5日)